# Rebordainhos
Rebordainhos ist ein Ort und eine ehemalige Gemeinde (Freguesia) im portugiesischen Kreis Bragança. Die Gemeinde hatte 146 Einwohner (Stand 30. Juni 2011).
Am 29. September 2013 wurden die Gemeinden Rebordainhos und Pombares zur neuen Gemeinde União das Freguesias de Rebordaínhos e Pombares zusammengeschlossen. Rebordainhos ist Sitz dieser neu gebildeten Gemeinde.